# セバスティアン・ド・リュクサンブール (パンティエーヴル公)
セバスティアン・ド・リュクサンブール（Sébastien de Luxembourg, 1530年頃 - 1569年11月19日）は、フランスの貴族。マルティーグ子爵、パンティエーヴル伯、パンティエーヴル公。

## 生涯
マルティーグ子爵フランソワ2世とその妻のシャルロット・ド・ブロスの間の次男として生まれた。父方ではサン＝ポル大元帥の弟フィエンヌ領主ティボーの曾孫にあたる。母方ではブルターニュ継承戦争で公爵位を追われたジャンヌ・ド・パンティエーヴルの末裔にあたり、1564年に叔父のジャン4世・ド・ブロスからパンティエーヴル伯爵領を相続した。1566年、パンティエーヴル公爵に昇格した。1560年にスコットランドで起きたリース包囲戦に指揮官として参加した。ユグノー戦争中の1569年、フランス王シャルル9世の軍勢によるサン＝ジャン＝ダンジェリ包囲戦に従軍した際に戦死した。

## 子女
1560年にマリー・ド・ボーケール（1613年没）と結婚し、間に娘を1人もうけた。
- マリー（フランス語版）（1562年 - 1623年） - 1575年、メルクール公フィリップ＝エマニュエルと結婚